# Henneguya lutjani
Henneguya lutjani is een microscopische parasiet uit de familie Myxobolidae. Henneguya lutjani werd in 1997 beschreven door Kpatcha, Faye, Diebakate, Fall & Toguebaye. 